# Isabella Acres
Isabella Acres (née le 21 février 2001 à Atlanta, Géorgie) est une actrice et doubleuse américaine. En 2009, elle est nommée pour un Young Artist Award dans la catégorie « Meilleure performance dans une série télévisée » et est ensuite apparue fréquemment dans des séries télévisées et des films diffusés à l’échelle internationale.

## Filmographie

### Télévision
| Year      | Series                           | Role                   | Episode/Notes                                          |
| --------- | -------------------------------- | ---------------------- | ------------------------------------------------------ |
| 2007      | Monk                             |                        | Episode: « Mr. Monk and the Man Who Shot Santa Claus » |
| 2008      | The Mentalist                    |                        | Episode: « Redwood »                                   |
| 2008      | Hannah Montana                   |                        | Episode: « Killing Me Softly with His Height »         |
| 2009–2010 | Better Off Ted                   |                        |                                                        |
| 2009–2015 | Phineas and Ferb                 | Katie                  | 5 épisodes                                             |
| 2010–2012 | Scooby-Doo! Mystery Incorporated | Mary Anne Gleardan     | 2 episodes                                             |
| 2011      | Desperate Housewives             | Jenny Hunter-McDermott | 3 épisodes                                             |
| 2011      | The Middle                       | Autumn Wagner          | Episode: « Valentine's Day II »                        |
| 2011      | Adventure Time                   | Erin                   |                                                        |
| 2011      | The Event                        | Mary                   | Episode: « The Beginning of the End »                  |
| 2011      | Au-delà de l'espoir              | Dana                   |                                                        |
| 2013      | Touch                            | Soleil Friedman        |                                                        |
| 2014      | The Spoils of Babylon            | Cynthia Morehouse      |                                                        |
| 2016      | The Kicks                        | Mirabelle Harris       | Saison 1                                               |
| 2013–18   | Sofia the First                  | Jade                   |                                                        |

### Film
| Year | Film                                    | Role          | Notes |
| ---- | --------------------------------------- | ------------- | ----- |
| 2006 | Cinq Toutous prêts à tout               |               | DVD   |
| 2007 | 30 Jours de nuit (film)                 |               |       |
| 2007 | Fred Claus                              |               |       |
| 2007 | Life with Fiona                         |               |       |
| 2010 | Sauvez Willy 4 : Le Repaire des pirates | Kirra Cooper  |       |
| 2010 | The Future                              | Gabriella     |       |
| 2012 | A Monster Christmas                     | Lilly         |       |
| 2013 | Scooby-Doo et le Fantôme de l'Opéra     | Emma Gale     |       |
| 2014 | At the Devil's Door                     |               |       |
| 2015 | Hello, My Name Is Doris                 | Vivian        |       |
| 2017 | The Meanest Man in Texas                | Ruthie Welsey |       |